# Karate vid europeiska spelen
Karate vid europeiska spelen är karatetävlingar som ingår i de europeiska spelen. Karate var en av de 20 sporter som fanns med vid de första europeiska spelen 2015. Sporten finns med på programmet även under andra upplagan 2019.
Karate är en av två icke olympiska sporter som har funnits på programmet under europeiska spelen. Tävlingarna under europeiska spelen 2019 är dock en del av kvalet till olympiska sommarspelen 2020 då karate gör OS-debut.

## Grenar
Programmet i karate har varit likadant under både 2015 och 2019. 
|        |  |    |    |  |  |  |  |  |  |  |  |  |  |  |  |  |  |  |  |  |  |  |  |  |  |  |
| Karate |  | 12 | 12 |  |  |  |  |  |  |  |  |  |  |  |  |  |  |  |  |  |  |  |  |  |  |  |

## Medaljörer

### 2015
Se även Karate vid europeiska spelen 2015.
Herrar
| Gren           | Guld                       | Silver                        | Brons                    |
| Kumite 60 kg   | Firdovsi Farzalijev (AZE)  | Luca Maresca (ITA)            | Emil Pavlov (MKD)        |
| Kumite 67 kg   | Burak Uygur (TUR)          | Steven Da Costa (FRA)         | Niyazi Alijev (AZE)      |
| Kumite 75 kg   | Rafael Aghajev (AZE)       | Luigi Busa (ITA)              | Erman Eltemur (TUR)      |
| Kumite 84 kg   | Ajkhan Mamajev (AZE)       | Michail Georgios Tzanos (GRE) | Uğur Aktaş (TUR)         |
| Kumite + 84 kg | Enes Erkan (TUR)           | Jonathan Horne (GER)          | Martin Nestorovski (MKD) |
| Kata           | Damián Hugo Quintero (ESP) | Mattia Busato (ITA)           | Mehmet Yakan (TUR)       |

Damer
| Gren           | Guld                       | Silver                        | Brons                   |
| Kumite 50 kg   | Serap Özçelik (TUR)        | Bettina Plank (AUT)           | Alexandra Recchia (FRA) |
| Kumite 55 kg   | Emily Thouy (FRA)          | Jelena Kovačević (CRO)        | Ilaha Gasimova (AZE)    |
| Kumite 61 kg   | Lucie Ignace (FRA)         | Merve Coban (TUR)             | Ana Lenard (CRO)        |
| Kumite 68 kg   | Irina Zaretska (AZE)       | Alisa Theresa Buchinger (AUT) | Marina Raković (MNE)    |
| Kumite + 68 kg | Maša Martinović (CRO)      | Meltem Hocaoğlu (TUR)         | Ivanna Zajtseva (RUS)   |
| Kata           | Sandra Sánchez Jaime (ESP) | Sandy Scordo (FRA)            | Dilara Bozan (TUR)      |

### 2019
Se även Karate vid europeiska spelen 2019.
Damer
| Gren          | Guld                  | Silver                   | Brons                                                |
| Kata          | Sandra Sánchez (ESP)  | Viviana Bottaro (ITA)    | Patrícia Esparteiro (POR) · Dilara Eltemur (TUR)     |
| Kumite 50 kg  | Bettina Plank (AUT)   | Serap Özçelik (TUR)      | Sophia Bouderbane (FRA) · Mariya Koulinkovitch (BLR) |
| Kumite 55 kg  | Ivet Goranova (BUL)   | Anzjelika Terljuha (UKR) | Jana Bitsch (GER) · Jennifer Warling (LUX)           |
| Kumite 61 kg  | Anita Serohina (UKR)  | Tjaša Ristič (SLO)       | Gwendoline Philippe (FRA) · Merve Çoban (TUR)        |
| Kumite 68 kg  | Silvia Semeraro (ITA) | İrina Zaretska (AZE)     | Halyna Melnyk (UKR) · Elena Quirici (SUI)            |
| Kumite +68 kg | Laura Palacio (ESP)   | Meltem Hocaoğlu (TUR)    | Titta Keinänen (FIN) · Eleni Jatziliadu (GRE)        |

Herrar
| Gren          | Guld                   | Silver                    | Brons                                               |
| Kata          | Damián Quintero (ESP)  | Ali Sofuoğlu (TUR)        | Roman Heydərov (AZE) · Mattia Busato (ITA)          |
| Kumite 60 kg  | Kalvis Kalniņš (LAT)   | Firdovsi Fərzəliyev (AZE) | Angelo Crescenzo (ITA) · Jevgenij Plachutin (RUS)   |
| Kumite 67 kg  | Luca Maresca (ITA)     | Mario Hodžić (MNE)        | Artsiom Krautsou (BLR) · Yves Martial Tadissi (HUN) |
| Kumite 75 kg  | Stanislav Horuna (UKR) | Rafael Ağayev (AZE)       | Gábor Hárspataki (HUN) · Pavel Artamonov (EST)      |
| Kumite 84 kg  | Ivan Kvesić (CRO)      | Uğur Aktaş (TUR)          | Michele Martina (ITA) · Valerij Tjobotar (UKR)      |
| Kumite +84 kg | Aisman Qurbanlı (AZE)  | Anđelo Kvesić (CRO)       | Jonathan Horne (GER) · Gogita Arkania (GEO)         |